# Paul Jude
Pour les articles homonymes, voir Jude.
Paul Jude fut un artiste d'origine allemande de la Renaissance. Il se chargea notamment de la décoration de la salle du parlement du Palais du parlement du Dauphiné de 1521 à 1524. 

## Parlement de Grenoble
La salle du Parlement est décorée de magnifiques boiseries qui ont été recouvertes dès 1520, de remarquables dentelles de bois représentant des plantes différentes (chêne, gui etc). 
Paul Jude fut aussi à l'origine des quatre statues représentant des gendarmes et marquées par la renaissance allemande. 
Cette salle servit d'abord de chambre des comptes et devint plus tard la première chambre civile. 

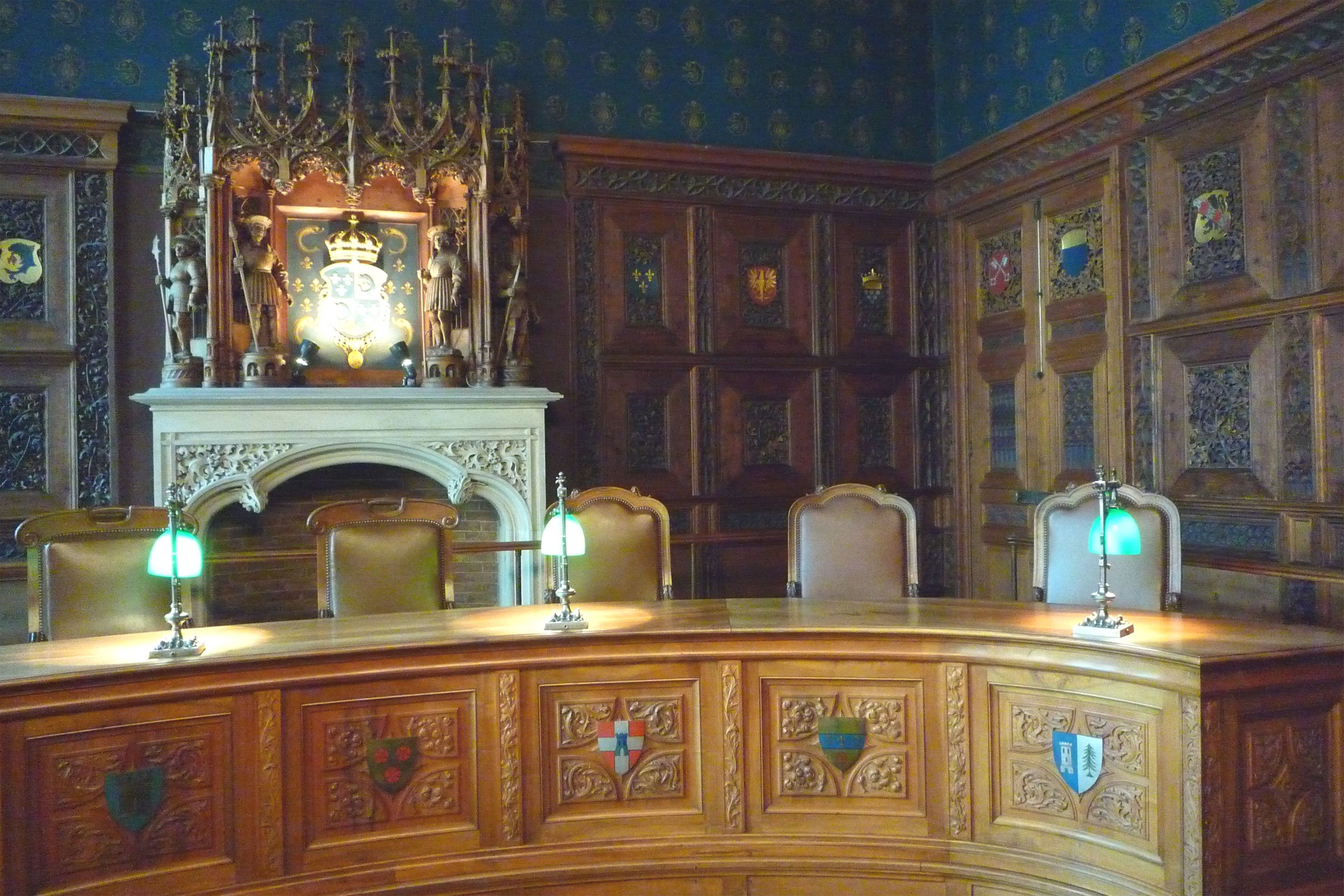
Salle du parlement